# Republicanisme unitari
El republicanisme unitari va ser una tendència del republicanisme espanyol durant el sexenni democràtic (1868-1874), enfrontada al republicanisme federal. Estava representat pel Partit Republicà Unitari. Entre els seus dirigents van estar l'últim president de la Primera República Espanyola, Emilio Castelar, i altres dirigents, com Eugenio García Ruiz o Ríos Rosas, que foren els dos únics membres de les Corts que l'1 de juny de 1873 van defensar la república unitària enfront de la república federal.
L'assemblea nacional del Partit Republicà Democràtic Federal inaugurada el 6 de març de 1870 al teatre de l'Alhambra va ser, en realitat, l'origen de l'escissió dels unitaris. La "Declaració" que aquest grup va emetre suposava un atac directe a la doctrina federalista de Francesc Pi i Margall, que segons ells amenaçava la unitat nacional amb les seves naturals conseqüències d'unitat de legislació, de furs, de poder polític i indivisibilitat del territori.
Durant la Segona República Espanyola part del republicanisme unitari queda representat pel Partit Nacional Republicà de Felipe Sánchez Román.